# موناکو برای همیشه
موناکو تا ابد (به انگلیسی: Monaco Forever) یک فیلم کوتاه آمریکایی کمدی محصول سال ۱۹۸۴ به کارگردانی ویلیام ای. لیوی است. 
بازیگر اصلی فیلم  چارلز پیت (Charles Pitt) در نقش یک دزد جواهر آمریکایی در موناکو است. مایکل (چارلز پیت) در تلاش است تا یک سرقت از یک فروشگاه جواهرات را راه اندازی کند و در نهایت به کاراکترهای مختلفی برسد.
- ژان کلود ون دام (درسن ۲۳ سالگی) تجربه بازیگری را در این فیلم با حضور کوتاه در نقش یک مرد کاراته باز را آغاز کرد.[۱]